# Behind Bars (Slick Rick)
Behind Bars è il terzo album del rapper statunitense Slick Rick, pubblicato il 22 novembre 1994. Sulle produzioni si alternano Vance Wright, Slick Rick, Large Professor, Pete Rock, Prince Paul ed Easy Mo Bee, mentre l'album vede le collaborazioni di Doug E. Fresh, Nice & Smooth e Warren G.
Behind Bars ottiene un discreto successo commerciale, raggiungendo la cinquantunesima posizione sulla Billboard 200 e l'undicesima tra i Top R&B/Hip-Hop Albums. Dall'album sono estratti due singoli, Behind Bars e Sittin' in My Car, che arrivano rispettivamente alla dodicesima e all'undicesima posizione della Hot Rap Songs.
L'album riceve recensioni generalmente negative: mentre Entertainment Weekly attribuisce all'album una "B", Rolling Stone e AllMusic gli assegnano due stelle su cinque e il critico Robert Christgau assegna a Behind Bars una forbice, salvando dall'album le sole canzoni All Alone (No One to Be with) e Behind Bars.
| Recensione           | Giudizio   |
| -------------------- | ---------- |
| AllMusic             | [ 3 ]      |
| Robert Christgau     | taglio     |
| Entertainment Weekly | B          |
| Rolling Stone        | [ 2 ]      |
| The Source           | [ 5 ]      |
| USA Today            | [ 6 ]      |
| Vibe                 | favorevole |

## Tracce
1. Behind Bars – 3:24 (testo: Ricky Walters, Paul Huston – musica: Prince Paul)
2. All Alone (No One to Be with) – 4:04 (testo: Walters, Vance Wright – musica: Vance Wright)
3. Sittin' in My Car (featuring Doug E. Fresh) – 3:46 (testo: Walters, Wright, Billy Stewart – musica: Vance Wright)
4. A Love That's True, pt. 1 – 3:55 (testo: Walters – musica: Slick Rick)
5. Cuz It's Wrong – 3:23 (testo: Osten Harvey, Walters, Tom Baird, Lynn Henderson, Wes Henderson – musica: Easy Mo Bee)
6. Let's All Get Down (featuring Nice & Smooth) – 3:41 (testo: Darryl Barnes, Gregory Mays, Walters – musica: Greg Nice)
7. I'm Captive – 4:10 (testo: Walters, Allen Toussaint, Wright – musica: Vance Wright)
8. Get a Job – 4:02 (testo: Walters, Wright – musica: Vance Wright, Peter Rock (Remix))
9. A Love That's True, pt. 2 – 2:20 (testo: Walters – musica: Slick Rick)
10. It's a Boy (Remix) – 4:01 (testo: Walters, Wright – musica: Vance Wright, Large Professor (Remix))
11. Behind Bars (Dum Ditty Dum Mix) (featuring Warren G) – 3:21 (testo: Hudson, Leslie McCann – musica: Prince Paul, Warren G (Remix))

## Classifiche

### Classifiche settimanali
| Classifica (1994)         | Posizione massima |
| ------------------------- | ----------------- |
| Stati Uniti               | 51                |
| US Top R&B/Hip-Hop Albums | 11                |

### Classifiche di fine anno
| Classifiche (1995)        | Posizione massima |
| ------------------------- | ----------------- |
| US Top R&B/Hip-Hop Albums | 64                |